# Kovačići (gmina Kalinovik)
Kovačići (cyr. Ковачићи) – wieś w Bośni i Hercegowinie, w Republice Serbskiej, w gminie Kalinovik. W 2013 roku liczyła 13 mieszkańców.